# Phrantela
Phrantela é um género de gastrópode  da família Hydrobiidae.
Este género contém as seguintes espécies:
- Phrantela annamurrayae
- Phrantela conica
- Phrantela kutikina
- Phrantela pupiformis
- Phrantela richardsoni
- Phrantela umbilicata